# همیشه در میان
همیشه در میان نام یک آلبوم موسیقی با بداهه‌نوازی تار و سه‌تار محمدرضا لطفی و تنبک ناصر فرهنگ‌فر و محمد هاشمی می‌باشد. این آلبوم حاصل اجرای کنسرت کلن فوریه ۱۹۸۷ و اجرا خصوصی ایران ۱۳۶۲ است.

## فهرست آهنگ‌ها
دو تراک
- ۱ محمدرضا لطفی (سه‌تار)، محمد هاشمی (تنبک) دستگاه شور (کنسرت کلن فوریه ۱۹۸۷)
- ۲ محمدرضا لطفی (تار)، ناصر فرهنگ‌فر (تنبک) آواز دشتی (اجرا خصوصی ایران ۱۳۶۲)